# Auto de São Lourenço
O Auto de São Lourenço é talvez a peça mais notória do padre José de Anchieta. Trilíngue, o auto apresenta trechos em português, espanhol e tupi antigo, refletindo a diversidade social e cultural do Brasil do século XVI. A obra contém informações etnográficas, como a saudação lacrimosa, bem como topônimos e episódios pouco documentados, como a Batalha das Canoas.
O auto foi apresentado pela primeira vez na Igreja de São Lourenço dos Índios, no que mais tarde seria a cidade de Niterói. Segundo Armando Cardoso, a primeira encenação teria ocorrido em 10 de agosto de 1587, durante a visita de Anchieta como provincial. A obra foi adaptada por Guilherme de Almeida.

## Contexto literário
O auto se insere no quinhentismo, período literário no qual a literatura era marcada por textos informativos e catequética. Exemplo de textos informativo é o Carta de Pero Vaz de Caminha. Já os textos catequéticos, ou de formação, são obras literárias propriamente dita. São sobretudo de conteúdo religioso e doutrinário. É aí que o Auto se insere. O caráter doutrinário perpassa o texto.[carece de fontes?]

## Contexto histórico

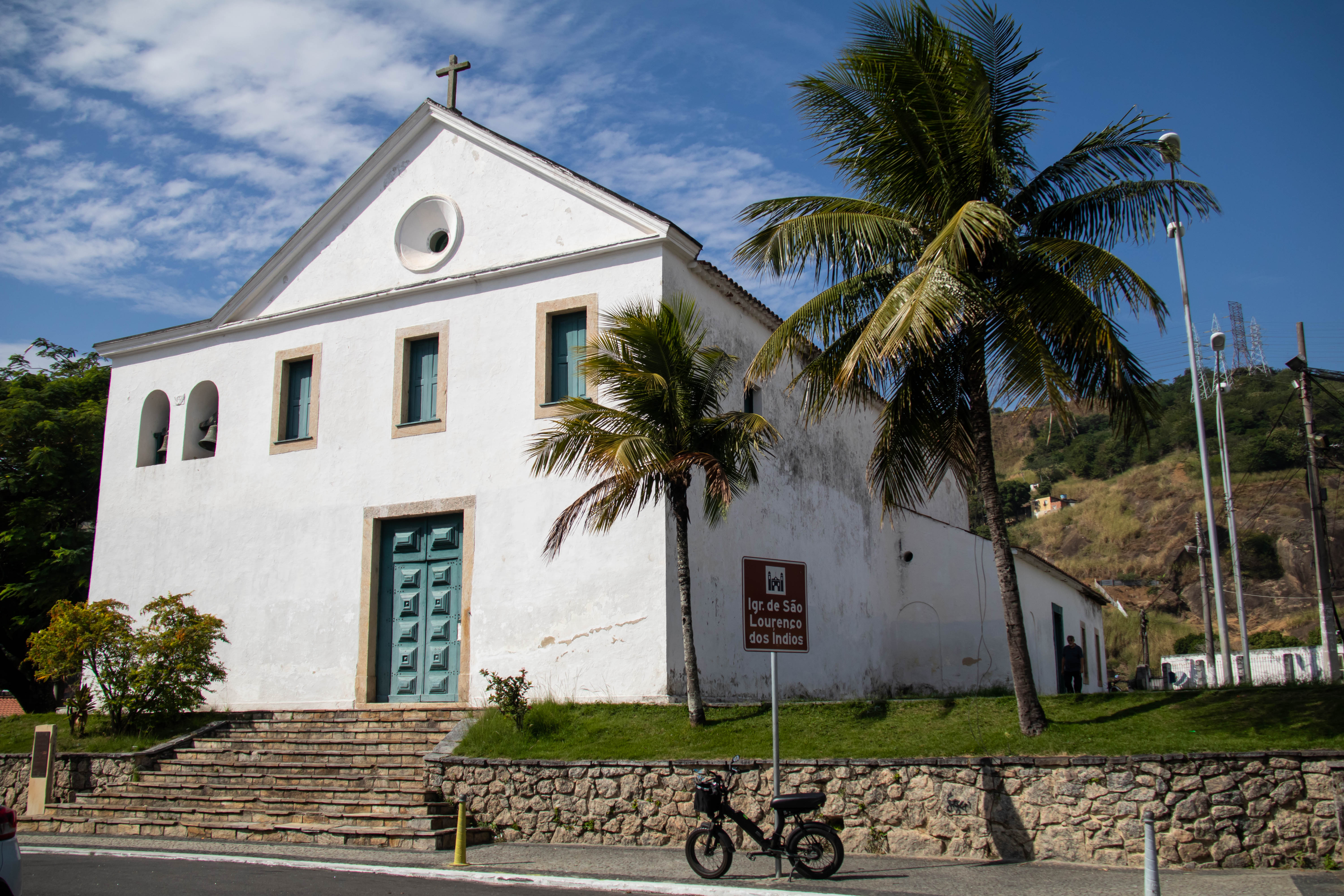
Fachada da Igreja de São Lourenço dos Índios, em Niterói. Palco da primeira encenação do auto.

O auto foi escrito após a Confederação dos Tamoios, guerra ocorrida na Guanabara no século XVI.
Nessa guerra, Anchieta se entregou aos tamoios como refém, de modo a evitar uma guerra de grandes proporções. Esse período da vida de Anchieta influenciou seu auto. Um de seus capturadores foi o índio Guaixará, que na peça aparece como um dos demônios.[carece de fontes?]

## Estrutura
A peça é composta de cinco atos.
O primeiro ato, escrito em espanhol, apresenta o suplício de São Lourenço, que foi queimado em uma grelha pelo imperador romano Décio e seu censor, Valeriano.
O segundo, o mais longo de todos, apresenta os diabos Guaixará, Aimbirê e Saravaia planejando perverter a aldeia. Opõem-se a eles São Lourenço, São Sebastião e um anjo, que prendem os demônios.
No terceiro ato, esses mesmos guardiões dos indígenas ordenam que os três diabos presos castiguem Décio e Valeriano, já mencionados acima, por terem matado São Lourenço na Grelha.
O quarto ato é composto de alegorias. Uma personagem, o Temor a Deus, faz um discurso, fazendo com que os ouvintes temam a Deus. Em seguida, o Amor a Deus faz seu discurso também.
A peça termina, no quinto ato, com uma dança de meninos, e com cantos dirigidos a São Lourenço.

## Trecho da obra
O texto a seguir é a primeira estrofe do segundo ato. Em toda a peça, e aqui também, há presença da rima e da métrica, elementos comumente empregados em poemas.
O trecho foi escrito originalmente em tupi. A tradução literal segue ao lado, e a tradução metrificada e rimada no canto direito. A fala é de um diabo, o Guaixará, cujo objetivo é perverter os índios.
| Tupi antigo          | Tradução literal por Eduardo Navarro | Português                   |
| -------------------- | ------------------------------------ | --------------------------- |
| Xe moaîumarangatu,   | Importuna-me bem,                    | Esta virtude estrangeira    |
| xe moŷrõetekatûabo,  | irritando-me muitíssimo,             | me irrita sobremaneira.     |
| aîpó tekopysasu.     | aquela lei nova.                     | Quem a teria trazido,       |
| Abá serã ogûeru,     | Quem será que a trouxe,              | com seus hábitos polidos    |
| xe retama momoxŷabo? | estragando minha terra?              | estragando a terra inteira? |